# Judd Hirsch
Judd Seymore Hirsch (født 15. marts 1935) er en amerikansk skuespiller kendt for at spille Alex Rieger i tv-komedieserien Taxi (1978-1983), John Lacey i NBC-serien Dear John (1988-1992) og Alan Eppes i CBS-serien NUMB3RS (2005-2010). Han er også kendt for sin karriere på teater og for sine roller i film som Ordinary People: En ganske almindelig familie (1980), Running on Empty (1988), Independence Day (1996) og A Beautiful Mind (2001).